# Систон
Систон (до 31 июля 2023 года — ледник Беляева) — ледник в Таджикистане на территории региона районов республиканского подчинения. Расположен у основания юго-западной стены пика Исмоила Сомони, протяжённостью 9 километров. Представляет собой практически основной исток, верхнюю часть ледника Гармо.
Правая часть ледника ограничена хребтом Национальный академии наук Таджикистана на участке от пика Патриот до пика Исмоила Сомони. Далее справа до пика Ленинград возвышается более, чем километровая стена хребта Петра I, верх которой представляет край плато Ганджи Помир. Завершается правый склон долины ледника Беляева отрогом пика Ленинград, который представляет собой водораздел ледника Систон и ледника Липкина.
Левая часть ледника Систон ограничена отрогом пика Патриот с характерной доминирующей скальной вершиной высотой 5325 м, так называемой «Трон Петра I». У подножья этой скальной вершины находится Сурковая поляна, с которой обычно начинают маршруты на ледник Беляева. Ледник был открыт участниками группы Памиро-Таджикской экспедиции 1931 года возглавляемой топографом И. Г. Дорофеевым. Назван в честь российского исследователя Памира Я. И. Беляева, который одним из первых проник в верховья ледника Гармо.
С ледника Беляева через сложный перевал Советская Россия через плато Правды можно попасть на ледник Бивачный. Ещё более сложные перевалы с правой (орографически) стороны ледника выводят на Памирское Фирновое плато.
В верховьях ледника Беляева находятся так называемые Грузинские ночёвки, где обычно располагается передовой базовый лагерь альпинистских экспедиций, штурмущих пик Исмоила Сомони с ледника Беляева.